# Höjdhopp för herrar i friidrott vid olympiska sommarspelen 2000
Höjdhopp för herrar vid olympiska sommarspelen 2000 i Sydney avgjordes 22-24 september. 

## Medaljörer
| Gren     | Guld                    | Guld   | Silver                | Silver | Brons                        | Brons  |
| Höjdhopp | Sergej Kljugin Ryssland | 2,35 m | Javier Sotomayor Kuba | 2,32 m | Abderrahmane Hammad Algeriet | 2,32 m |

## Resultat
- Q innebär avancemang utifrån placering i heatet.
- q innebär avancemang utifrån total placering.
- DNS innebär att personen inte startade.
- DNF innebär att personen inte fullföljde.
- DQ innebär diskvalificering.
- NR innebär nationellt rekord.
- OR innebär olympiskt rekord.
- WR innebär världsrekord.
- PB innebär personligt rekord.
- SB innebär säsongsbästa.

### Kval
Kvaltävlingen hölls fredagen den 22 september 2000. Kvalhöjden var 2,30 meter, men med minst tolv hoppare till final.

#### Grupp A
| Placering | Totalt | Idrottare             | Nation                  | Märke | Kval | Rekord |
| --------- | ------ | --------------------- | ----------------------- | ----- | ---- | ------ |
| 1         | T1     | Stefan Holm           | Sverige                 | 2,27  | q    |        |
| 1         | T1     | Konstantin Matusevich | Israel                  | 2.27  | q    |        |
| 3         | 5      | Sergej Kljugin        | Ryssland                | 2.27  | q    |        |
| 4         | T7     | Abderrahmane Hammad   | Algeriet                | 2.27  | q    |        |
| 5         | 13     | Mark Boswell          | Kanada                  | 2.27  | q    |        |
| 6         | T14    | Tim Forsyth           | Australien              | 2.24  |      |        |
| 6         | T14    | Elvir Krehmic         | Bosnien och Hercegovina | 2.24  |      |        |
| 8         | T16    | Mika Polku            | Finland                 | 2.24  |      |        |
| 8         | T16    | Christian Rhoden      | Tyskland                | 2.24  |      |        |
| 8         | T16    | Andrij Sokolovskij    | Ukraina                 | 2.24  |      |        |
| 11        | 19     | Jurij Packljahev      | Kazakstan               | 2.24  |      |        |
| 12        | 20     | Charles Austin        | USA                     | 2.20  |      |        |
| 13        | T27    | Benjamin Challenger   | Storbritannien          | 2.15  |      |        |
| 13        | T27    | Ruslan Glivinskij     | Ukraina                 | 2.15  |      |        |
| 13        | T27    | Takahisa Yoshida      | Japan                   | 2.15  |      |        |
| 13        | T27    | Stevan Zoric          | FR Jugoslavien          | 2.15  |      |        |
| 17        | 33     | Jean Claude Rabbath   | Libanon                 | 2.15  |      |        |
| 18        | 34     | Aleksej Lelin         | Belarus                 | 2.15  |      |        |

#### Grupp B
| Placering | Totalt | Idrottare          | Nation         | Märke | Kval | Rekord |
| --------- | ------ | ------------------ | -------------- | ----- | ---- | ------ |
| 1         | T1     | Wolfgang Kreissig  | Tyskland       | 2.27  | q    |        |
| 1         | T1     | Vjatjeslav Voronin | Ryssland       | 2.27  | q    |        |
| 3         | 6      | Nathan Leeper      | USA            | 2.27  | q    |        |
| 4         | T7     | Kwaku Boateng      | Kanada         | 2.27  | q    |        |
| 4         | T7     | Sergij Dimtjenko   | Ukraina        | 2.27  | q    |        |
| 4         | T7     | Javier Sotomayor   | Kuba           | 2.27  | q    |        |
| 4         | T7     | Staffan Strand     | Sverige        | 2.27  | q    |        |
| 8         | 12     | Kenny Evans        | USA            | 2.27  | q    |        |
| 9         | T21    | Lee Jin-Taek       | Sydkorea       | 2.20  |      |        |
| 9         | T21    | Dragutin Topic     | FR Jugoslavien | 2.20  |      |        |
| 11        | T23    | Gilmar Mayo        | Colombia       | 2.20  |      |        |
| 11        | T23    | Wilbert Pennings   | Nederländerna  | 2.20  |      |        |
| 11        | T23    | Brendan Reilly     | Irland         | 2.20  |      |        |
| 14        | 26     | Toni Huikuri       | Finland        | 2.20  |      |        |
| 15        | T27    | Petr Brajko        | Ryssland       | 2.15  |      |        |
| 15        | T27    | Glenn Howard       | Nya Zeeland    | 2.15  |      |        |
|           |        | Hugo Muñoz         | Peru           | NM    |      |        |
|           |        | Labros Papakostas  | Grekland       | DNS   |      |        |

#### Totalt resultat kval
| Placeringar | Idrottare             | Nation                  | Grupp | Märke | Kval | Rekord |
| ----------- | --------------------- | ----------------------- | ----- | ----- | ---- | ------ |
| 1           | Stefan Holm           | Sverige                 | A     | 2.27  | q    |        |
| 1           | Konstantin Matusevich | Israel                  | A     | 2.27  | q    |        |
| 1           | Wolfgang Kreissig     | Tyskland                | B     | 2.27  | q    |        |
| 1           | Vjatjeslav Voronin    | Ryssland                | B     | 2.27  | q    |        |
| 5           | Sergej Kljugin        | Ryssland                | A     | 2.27  | q    |        |
| 6           | Nathan Leeper         | USA                     | B     | 2.27  | q    |        |
| 7           | Kwaku Boateng         | Kanada                  | B     | 2.27  | q    |        |
| 7           | Abderrahmane Hammad   | Algeriet                | A     | 2.27  | q    |        |
| 7           | Staffan Strand        | Sverige                 | B     | 2.27  | q    |        |
| 7           | Sergij Dimtjenko      | Ukraina                 | B     | 2.27  | q    |        |
| 7           | Javier Sotomayor      | Kuba                    | B     | 2.27  | q    |        |
| 12          | Kenny Evans           | USA                     | B     | 2.27  | q    |        |
| 13          | Mark Boswell          | Kanada                  | B     | 2.27  | q    |        |
| 14          | Elvir Krehmic         | Bosnien och Hercegovina | A     | 2.24  |      |        |
| 14          | Tim Forsyth           | Australien              | A     | 2.24  |      |        |
| 16          | Christian Rhoden      | Tyskland                | A     | 2.24  |      |        |
| 16          | Andrij Sokolovskij    | Ukraina                 | A     | 2.24  |      |        |
| 16          | Mika Polku            | Finland                 | A     | 2.24  |      |        |
| 19          | Jurij Packljahev      | Kazakstan               | A     | 2.24  |      |        |
| 20          | Charles Austin        | USA                     | A     | 2.20  |      |        |
| 21          | Lee Jin-Taek          | Sydkorea                | B     | 2.20  |      |        |
| 21          | Dragutin Topic        | FR Jugoslavien          | B     | 2.20  |      |        |
| 23          | Wilbert Pennings      | Nederländerna           | B     | 2.20  |      |        |
| 23          | Brendan Reilly        | Irland                  | B     | 2.20  |      |        |
| 23          | Gilmar Mayo           | Colombia                | B     | 2.20  |      |        |
| 26          | Toni Huikuri          | Finland                 | B     | 2.20  |      |        |
| 27          | Stevan Zoric          | FR Jugoslavien          | A     | 2.15  |      |        |
| 27          | Glenn Howard          | Nya Zeeland             | B     | 2.15  |      |        |
| 27          | Ruslan Glivinskij     | Ukraina                 | A     | 2.15  |      |        |
| 27          | Petr Brajko           | Ryssland                | B     | 2.15  |      |        |
| 27          | Benjamin Challenger   | Storbritannien          | A     | 2.15  |      |        |
| 27          | Takahisa Yoshida      | Japan                   | A     | 2.15  |      |        |
| 33          | Jean Claude Rabbath   | Libanon                 | A     | 2.15  |      |        |
| 34          | Aleksej Lelin         | Belarus                 | A     | 2.15  |      |        |
|             | Hugo Muñoz            | Peru                    | B     | NM    |      |        |
|             | Labros Papakostas     | Grekland                | B     | DNS   |      |        |

### Final
| Placeringar | Idrottare             | Nation   | Märke | Noteringar |
| ----------- | --------------------- | -------- | ----- | ---------- |
| 1           | Sergej Kljugin        | Ryssland | 2,35  | SB         |
| 2           | Javier Sotomayor      | Kuba     | 2,32  | SB         |
| 3           | Abderrahmane Hammad   | Algeriet | 2,32  |            |
| 4           | Stefan Holm           | Sverige  | 2,32  |            |
| 5           | Konstantin Matusevich | Israel   | 2.32  |            |
| 6           | Mark Boswell          | Kanada   | 2.32  |            |
| 6           | Staffan Strand        | Sverige  | 2.32  |            |
| 8           | Wolfgang Kreissig     | Tyskland | 2.29  |            |
| 9           | Sergij Dimtjenko      | Ukraina  | 2.29  |            |
| 10          | Vjatjeslav Voronin    | Ryssland | 2.29  |            |
| 11          | Nathan Leeper         | USA      | 2.25  |            |
| 12          | Kwaku Boateng         | Kanada   | 2.25  |            |
| 13          | Kenny Evans           | USA      | 2.20  |            |